# Hugo Josef Pitel
Hugo Josef Pitel (19. března 1928, Klatovy – 14. května 2017, Veselí nad Lužnicí) byl český katolický duchovní, premonstrát a politický vězeň.
Roku 1947 vstoupil do premonstrátského kláštera v Teplé, kde přijal řeholní jméno Hugo. Roku 1950 byl internován v Broumově. O čtyři roky později složil věčné sliby. Roku 1958 byl odsouzen za údajné spáchání trestného činu podvracení republiky k odnětí svobody v délce dva a půl roku.
V roce 1969 přijal kněžské svěcení a působil v řadě farností v západních a jižních Čechách, mj. v Kladrubech u Stříbra. Patřil k ilegální konferenci Vyšších řeholních představených v České republice v bývalém Československu . V roce 1985 se plně postavil za známý text eseje Václava Bendy „Jak dál po Velehradě“. Měl zásluhu za uvedení do chodu petice Augustina Navrátila z roku 1988. Byl to on, kdo proti všem skeptikům zaujal jasné stanovisko plné podpory této petici, která byla schválena kardinálem Tomáškem v jeho nemoci a mnohými zpochybňována.
Působil též od roku 1986 jako převor kanonie premonstrátů v Teplé. V letech 1991 až 1993 plně zastupoval opata Tyla. V letech 2002 až 2012 působil jako děkan v Třeboni.
V letech 2000–2014 byl prezidentem Diecézní charity České Budějovice. Od roku 2012 byl v Domě svatého Františka ve Veselí nad Lužnicí, který pomáhal budovat a v letech 2015–2017  byl ustanoven rektorem místní kaple.
Je pohřben v Třeboni na hřbitově u kostela svaté Alžběty.